# Darko Pešić
Darko Pešić (Cettigne, 30 novembre 1992) è un multiplista montenegrino.

## Biografia
Pešić è nato a Cettigne nella Repubblica di Montenegro, all'epoca parte della Repubblica Federale di Jugoslavia. Ha iniziato a gareggiare nelle prove multiple a partire dal 2009, esordendo in ambito internazionale. Ha esordito nella nazionale seniores a titolo ufficiale nel 2013, vincendo la medaglia d'argento ai Giochi della Francofonia in Francia. Oltre ai trionfi regionali in territorio balcanico, Pešić conta la partecipazione agli Europei nel 2016 e nel 2018.
Pešić è detentore di numerosi record nazionali di atletica leggera, tra cui quelli del decathlon e dell'eptathlon.

## Palmarès
| Anno | Manifestazione               | Sede         | Evento           | Risultato   | Prestazione | Note                          |
| ---- | ---------------------------- | ------------ | ---------------- | ----------- | ----------- | ----------------------------- |
| 2009 | Mondiali U18                 | Bressanone   | Octathlon        | 14º         | 5288 p.     | Miglior prestazione personale |
| 2011 | Europei U20                  | Tallinn      | Decathlon        | 12º         | 7062 p.     | Miglior prestazione personale |
| 2013 | Europei U23                  | Tampere      | Decathlon        | 14º         | 7522 p.     | Record nazionale              |
| 2013 | Giochi della Francofonia     | Nizza        | Decathlon        | Argento     | 7636 p.     |                               |
| 2014 | Campionati balcanici         | Pitești      | Decathlon        | Oro         | 7259 p.     |                               |
| 2015 | Universiadi                  | Gwangju      | Decathlon        | dnf         | dnf         |                               |
| 2015 | Campionati balcanici         | Pitești      | Decathlon        | dnf         | dnf         |                               |
| 2016 | Campionati balcanici         | Pitești      | Decathlon        | Oro         | 7827 p.     |                               |
| 2016 | Europei                      | Amsterdam    | Decathlon        | dnf         | dnf         |                               |
| 2017 | Europei indoor               | Belgrado     | Eptathlon        | 6º          | 5984 p.     | Record nazionale              |
| 2018 | Campionati balcanici         | Stara Zagora | Decathlon        | Oro         | 7658 p.     |                               |
| 2018 | Europei                      | Berlino      | Decathlon        | dnf         | dnf         |                               |
| 2019 | Giochi piccoli stati europei | Antivari     | Salto in alto    | 6º          | 1,95 m      |                               |
| 2019 | Giochi piccoli stati europei | Antivari     | Salto in lungo   | 4º          | 7,15 m      |                               |
| 2019 | Giochi piccoli stati europei | Antivari     | Salto con l'asta | Bronzo      | 4,40 m      |                               |
| 2019 | Giochi piccoli stati europei | Antivari     | 110 m hs         | Bronzo      | 14"86       |                               |
| 2021 | Europei indoor               | Toruń        | Eptathlon        | 8º          | 5824 p.     |                               |
| 2024 | Mondiali indoor              | Glasgow      | 60 m hs          | Batteria    | 8"37        |                               |
| 2024 | Europei                      | Roma         | Decathlon        | 21º         | 7421 p.     |                               |
| 2024 | Giochi olimpici              | Parigi       | 100 m piani      | Preliminare | 11"85       |                               |